# Refuge du Pavé
Das Refuge du Pavé ist eine Schutzhütte der Sektion Briançon des Club Alpin Français in Frankreich im Département Hautes-Alpes in der Region Provence-Alpes-Côte d’Azur im Pelvoux auf einer Höhe von 2858 m, am Fuße des Le Pavé und Pic Gaspard und am Rande des Lac du Pavé.

## Geschichte

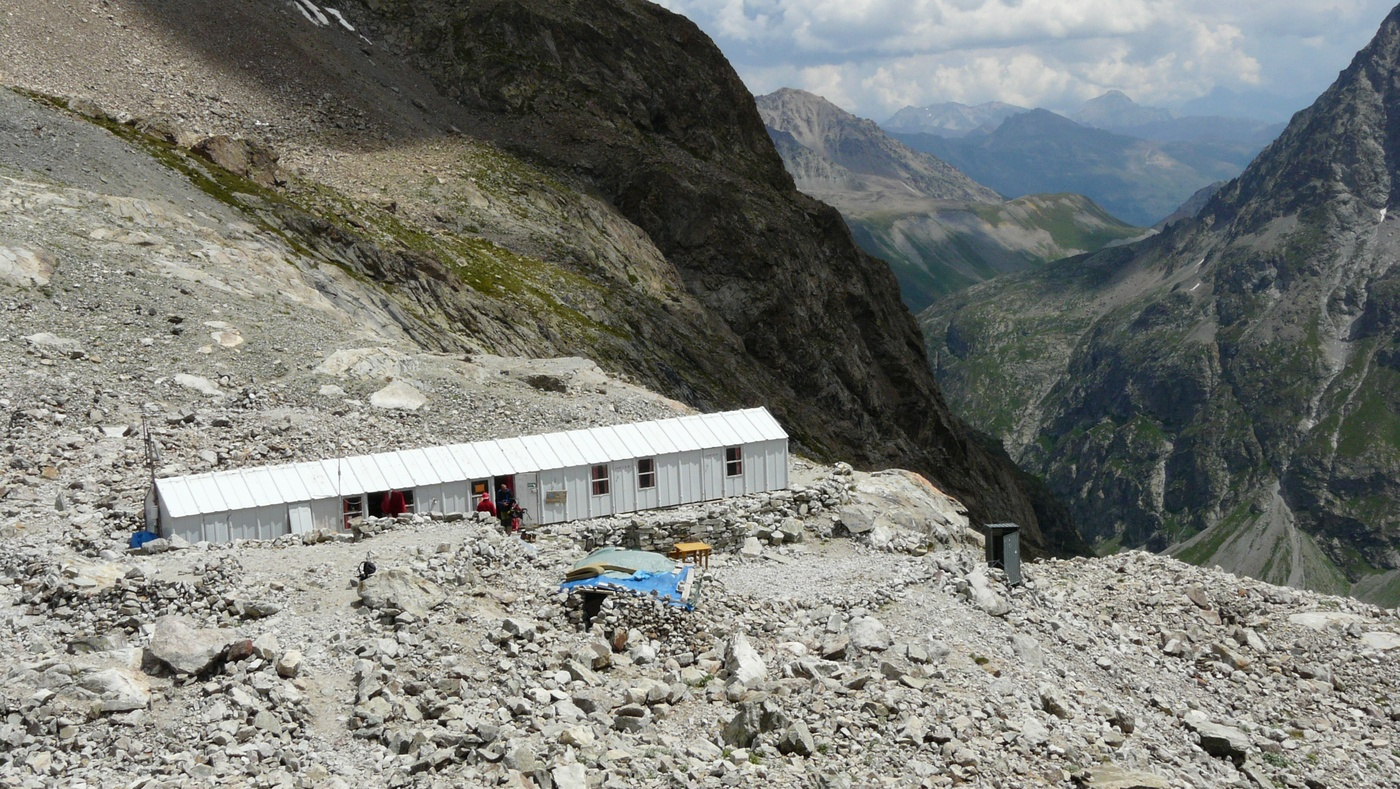
Alte Hütte

Als 1970 eine Schutzhütte gebaut werden sollte, wurde diese noch während des Baus im Winter 1970/71 durch eine Lawine zerstört. Da die Unterkunft der Bauarbeiter von der Lawine verschont wurde, wurde diese dann in eine Schutzhütte umgebaut (2841 m, Lage).
2017 begannen im Rahmen des Projektes Lac du Pavé Planungen zum Bau einer neuen Schutzhütte. Dabei musste berücksichtigt werden, dass im Baubereich Permafrost besteht. Außerdem musste das neue, 195 m² große Gebäude ausreichend lawinensicher sein. Der Bau erfolgte im Sommer 2022 und 2023 rund 100 Meter südwestlich des alten Standortes. 2024 eröffnete die neue Hütte und die alte Hütte soll abgerissen werden.

## Zugänge
Von der Gemeinde Villar-d’Arêne aus erreicht man einen Parkplatz am Fuß des Pied du col. Von dort etwa 4 Stunden Gehzeit mit 1150 Höhenmetern.

## Startpunkte
Die Schutzhütte dient als Startpunkt für Touren zu:
- Col du Clos des Cavales
- Pic Nord des Cavales
- Le Pavé
- Pic Gaspard
- Pointe Emma
- Pointe des Chamois

## Nachbarhütten
- Refuge de l’Alpe de Villar-d’Arêne
- Refuge Adèle Planchard